# Amber Coffman
Amber Coffman (ur. 15 czerwca 1984 w Austin) – amerykańska wokalistka, gitarzystka i autorka tekstów utworów, członkini zespołu Dirty Projectors.

## Kariera
Coffman przeprowadziła się do San Diego w 2002, gdzie pracowała w firmie People’s Organic Food Market zajmującą się dystrybucją żywności ekologicznej. W 2005 Amber zastąpiła gitarzystę Joileaha Maddocka w miejscowym zespole Sleeping People tuż po wydaniu ich debiutanckiego albumu zatytułowanego Sleeping People. Wraz z zespołem nagrała trzy utwory, które w 2007 znalazły się na albumie Growing. Podczas jednej z tras koncertowych poznała wokalistę zespołu Dirty Projectors – Dave’a Longstretha – który zachęcał ją do współpracy. Na początku 2007 po powrocie Maddocka opuściła Sleeping People i dołączyła do Dirty Projectors. W tym samym roku z nowym zespołem wydała album pt. Rise Above. Rok później przeniosła się do nowojorskiego Brooklynu.
W 2009 wraz z zespołem wydała album studyjny zatytułowany Bitte Orca. Rok później wystąpiła gościnnie na singlu „Hold On” brytyjskiego producenta muzycznego Rusko oraz w utworze amerykańskiej grupy hip-hopowej The Roots pt. „A Peace of Light” z albumu How I Got Over. W tym samym roku Dirty Projectors wspólnie z Björk wydał EPkę pt. Mount Wittenberg Orca.
W maju 2012 ukazał się singiel Major Lazer pt. „Get Free”, w którym gościnnie wystąpiła. Utwór ten był notowany na większości list przebojów; był m.in. trzeci we Flandrii, siódmy w Holandii i siedemnasty w Walonii. Coffman wystąpiła również w teledysku do utworu. W 2012 wraz z zespołem wydała album studyjny Swing Lo Magellan oraz EPkę About to Die.
W październiku 2013 został opublikowany utwór „She Knows” J. Cole’a, w którym gościnnie wystąpiła Coffman. Singiel był notowany m.in. na 68. miejscu brytyjskiej listy przebojów. Wystąpiła również gościnnie w utworze „Cool It Down” rapera Riff Raffa. W grudniu 2013 ujawniła, że pracuje nad solowym albumem. Album nagrywany jest w Los Angeles, do którego Coffman się przeprowadziła.

## Dyskografia

### Albumy
z Dirty Projectors
- 2007: Rise Above
- 2009: Bitte Orca
- 2010: Mount Wittenberg Orca (EP, wspólnie z Björk)
- 2012: Swing Lo Magellan
- 2012: About to Die (EP)

ze Sleeping People
- 2007: Growing

### Single
Z gościnnym udziałem
| Rok                            | Singel                                                          | Pozycje na listach przebojów | Pozycje na listach przebojów | Pozycje na listach przebojów | Pozycje na listach przebojów | Pozycje na listach przebojów | Pozycje na listach przebojów | Pozycje na listach przebojów | Pozycje na listach przebojów | Album             |
| Rok                            | Singel                                                          | US                           | AUS                          | BEL (Fl)                     | BEL (Wa)                     | DEN                          | FRA                          | NED                          | UK                           | Album             |
| ------------------------------ | --------------------------------------------------------------- | ---------------------------- | ---------------------------- | ---------------------------- | ---------------------------- | ---------------------------- | ---------------------------- | ---------------------------- | ---------------------------- | ----------------- |
| 2010                           | „Hold On” (singel Rusko, gościnnie Amber Coffman)               | –                            | –                            | –                            | –                            | –                            | –                            | –                            | 96                           | O.M.G.!           |
| 2012                           | „Get Free” (singel Major Lazer, gościnnie Amber Coffman)        | –                            | 39                           | 3                            | 17                           | 29                           | 59                           | 7                            | 56                           | Free the Universe |
| 2013                           | „She Knows” (singel J. Cole’a, gościnnie Amber Coffman i Cults) | 90                           | –                            | –                            | –                            | –                            | –                            | –                            | 68                           | Born Sinner       |
| „–” pozycja nie była notowana. |                                                                 |                              |                              |                              |                              |                              |                              |                              |                              |                   |